# (What’s the Story) Morning Glory? Tour
(What’s the Story) Morning Glory? Tour – druga trasa koncertowa grupy muzycznej Oasis, w jej trakcie odbyło się sto koncertów.
1. 22 czerwca 1995 – Bath, Anglia – Bath Pavillion
2. 23 czerwca 1995 – Glastonbury, Anglia – Glastonbury Festival
3. 30 czerwca 1995 – Roskilde, Dania – Roskilde Festival
4. 5 lipca 1995 – Mediolan, Włochy – Palalido
5. 7 lipca 1995 – Lyon, Francja – Fauier Festival
6. 8 lipca 1995 – Belfort, Francja – Eurockéennes Festival
7. 9 lipca 1995 – Düren, Francja – Badesee
8. 14 lipca 1995 – Irvine, Szkocja – Irvine Park
9. 15 lipca 1995 – Irvine, Szkocja – Irvine Park
10. 18 lipca 1995 – Salamanka, Hiszpania – Plaza de Toros de Las Ventas
11. 21 lipca 1995 – Zeebrugge, Belgia – Zeebrugge Beach Festival
12. 22 lipca 1995 – County Meath, Irlandia – Slane Castle
13. 21 sierpnia 1995 – Kawasaki, Japonia – Club Citta
14. 22 sierpnia 1995 – Kawasaki, Japonia – Club Citta
15. 23 sierpnia 1995 – Tokio, Japonia – Liquid Room
16. 25 sierpnia 1995 – Tokio, Japonia – Garden Hall
17. 26 sierpnia 1995 – Tokio, Japonia – Garden Hall
18. 28 sierpnia 1995 – Osaka, Japonia – Imperial Hall
19. 29 sierpnia 1995 – Osaka, Japonia – Imperial Hall
20. 2 października 1995 – Blackpool, Anglia – Empress Ballroom
21. 3 października 1995 – Stoke, Anglia – Trentham Gardens
22. 5 października 1995 – Bournemouth, Anglia – Bournemouth International Centre
23. 6 października 1995 – Gloucester, Anglia – Gloucester Leisure Centre
24. 10 października 1995 – Baltimore, Maryland, USA – Hammerjack's
25. 11 października 1995 – New York City, Nowy Jork, USA – Madison Square Garden
26. 13 października 1995 – Danbury, Connecticut, USA – Tuxedo Junction
27. 14 października 1995 – Boston, Massachusetts, USA – Orpheum Theatre
28. 16 października 1995 – Pittsburgh, Pensylwania, USA – Metropol
29. 31 października 1995 – Bruksela, Belgia – La Luna
30. 4 listopada 1995 – Londyn, Anglia – Earls Court Exhibition Centre
31. 5 listopada 1995 – Londyn, Anglia – Earls Court Exhibition Centre
32. 7 listopada 1995 – Paryż, Francja – Le Zénith
33. 10 listopada 1995 – Hamburg, Niemcy – Große Freiheit
34. 12 listopada 1995 – Kolonia, Niemcy – Live Music Hall
35. 14 listopada 1995 – Nantes, Francja – La Trocardiére
36. 15 listopada 1995 – Lille, Francja – L'Aeronef
37. 17 listopada 1995 – Leicester, Anglia – Granby Halls
38. 20 listopada 1995 – Sztokholm, Szwecja – Annexet
39. 24 listopada 1995 – Kopenhaga, Dania – K.B. Hallen
40. 26 listopada 1995 – Manchester, Anglia – NYNEX Arena
41. 2 grudnia 1995 – Seattle, Waszyngton, USA – KNDD Holiday Festival w Mercer Arena
42. 7 grudnia 1995 – Waszyngton, USA – WHFS Holiday Festival
43. 8 grudnia 1995 – Chicago, Illinois, USA – Q101 Holiday Festival
44. 9 grudnia 1995 – Minneapolis, Minnesota, USA – KEGE Holiday Festival
45. 13 grudnia 1995 – Toronto, Kanada – Liberty Warehouse
46. 16 grudnia 1995 – San Jose, Kalifornia, USA – KOME Holiday Festival
47. 18 grudnia 1995 – Los Angeles, Kalifornia, USA – Universal Amphitheatre
48. 19 grudnia 1995 – West Hollywood, Kalifornia, USA – The Viper Room
49. 10 stycznia 1996 – Utrecht, Holandia – Vredenburg Music Centre
50. 12 stycznia 1996 – Monachium, Niemcy – Terminal 1 Wappensall
51. 14 stycznia 1996 – Berlin, Niemcy – Huxley's
52. 19 stycznia 1996 – Whitle Bay, Anglia – Whitle Bay Ice Rink
53. 21 stycznia 1996 – Edynburg, Szkocja – Ingliston Exhibition Centre
54. 22 stycznia 1996 – Edynburg, Szkocja – Ingliston Exhibition Centre
55. 23 lutego 1996 – Kansas City, Kansas, USA – Memorial Hall
56. 24 lutego 1996 – St. Louis, Missouri, USA – American Theatre
57. 26 lutego 1996 – Minneapolis, Minnesota, USA – Orpheum Theatre
58. 27 lutego 1996 – Chicago, Illinois, USA – Aragon Ballroom
59. 1 marca 1996 – Milwaukee, Wisconsin, USA – Eagle's Auditorium
60. 2 marca 1996 – Cleveland, Ohio, USA – Lakewood Civic Auditorium
61. 3 marca 1996 – Detroit, Michigan, USA – State Theatre
62. 5 marca 1996 – Indianapolis, Indiana, USA – Murat Shine Egyptian Room
63. 7 marca 1996 – Fairfax, Wirginia, USA – GMU Patriot Centre
64. 9 marca 1996 – Upper Darby, Pensylwania, USA – Tower Theatre
65. 10 marca 1996 – Providence, Rhode Island, USA – Strand Theatre
66. 13 marca 1996 – New York City, Nowy Jork, USA – Paramount Theatre
67. 18 marca 1996 – Cardiff, Walia – Cardiff International Arena
68. 19 marca 1996 – Cardiff, Walia – Cardiff International Arena
69. 22 marca 1996 – Dublin, Irlandia – Point Depot
70. 23 marca 1996 – Dublin, Irlandia – Point Depot
71. 26 marca 1996 – Offenbach, Niemcy – Stadthalle Offenbach
72. 27 marca 1996 – Monachium, Niemcy – Terminal 1 Wappensall
73. 29 marca 1996 – Mediolan, Włochy – Palalido
74. 31 marca 1996 – Grenoble, Francja – Le Summum
75. 2 kwietnia 1996 – Barcelona, Hiszpania – Zeleste
76. 10 kwietnia 1996 – Vancouver, Kolumbia Brytyjska, Kanada – Pacific Coliseum
77. 11 kwietnia 1996 – Seattle, Waszyngton, USA – Mercer Arena
78. 13 kwietnia 1996 – San Francisco, Kalifornia, USA – Bill Graham Civic Auditorium
79. 18 kwietnia 1996 – Denver, Kolorado, USA – Mammoth Events Centre
80. 20 kwietnia 1996 – Dallas, Teksas, USA – Bronco Bowl
81. 21 kwietnia 1996 – Austin, Teksas, USA – Austin Music Hall
82. 27 kwietnia 1996 – Manchester, Anglia – Maine Road
83. 28 kwietnia 1996 – Manchester, Anglia – Maine Road
84. 3 sierpnia 1996 – Loch Lommond, Szkocja – Loch Lommond
85. 4 sierpnia 1996 – Loch Lommond, Szkocja – Loch Lommond
86. 7 sierpnia 1996 – Sztokholm, Szwecja – Sjöhistoristka Museet
87. 10 sierpnia 1996 – Stevenage, Anglia – Knebworth Park
88. 11 sierpnia 1996 – Stevenage, Anglia – Knebworth Park
89. 14 sierpnia 1996 – Cork, Irlandia – Páirc Uí Chaoimh
90. 15 sierpnia 1996 – Cork, Irlandia – Páirc Uí Chaoimh
91. 23 sierpnia 1996 – Londyn, Anglia – Royal Festival Hall; występ w programie MTV Unplugged
92. 27 sierpnia 1996 – Rosemont, Illinois, USA – Rosemont Horizon
93. 30 sierpnia 1996 – Auburn Hills, Michigan, USA – The Palace of Auburn Hills
94. 31 sierpnia 1996 – Barrie, Kanada – Molson Park
95. 2 września 1996 – Filadelfia, Pensylwania, USA – CoreStates Center
96. 6 września 1996 – Worcester, Massachusetts, USA – The Centrum
97. 7 września 1996 – Wantagh, Nowy Jork, USA – Jones Beach Amphitheater
98. 8 września 1996 – Wantagh, Nowy Jork, USA – Jones Beach Amphitheater
99. 10 września 1996 – Bristow, Wirginia, USA – Nissan Pavillion
100. 4 grudnia 1996 – Rochester, Illinois, USA – Mayo Civic Center